# Galeosoma mossambicum
Galeosoma mossambicum är en spindelart som beskrevs av Hewitt 1919. Galeosoma mossambicum ingår i släktet Galeosoma och familjen Idiopidae.
Artens utbredningsområde är Moçambique. Inga underarter finns listade i Catalogue of Life.